# Ophiotholia odissea
Ophiotholia odissea is een slangster uit de familie Ophiacanthidae.
De wetenschappelijke naam van de soort werd in 1992 gepubliceerd door Nina M. Litvinova.